# Marsz Strzelców Alpejskich
Marsz Strzelców Alpejskich (nazwa oryginalna: Kaiserjägermarsch, lub Kaiserjäger Marsch) – skomponowany pod koniec XIX w Austrii utwór muzyczny (marsz), powszechnie traktowany jako marsz wojskowy austriackich Strzelców Alpejskich oraz górskich oddziałów niemieckich. Utworu nie należy mylić z Kaiser-Jäger-Marsch, op. 93 Johanna Straussa (syna).

## Powstanie utworu
Powstanie utworu wiąże się z I pułkiem Strzelców Alpejskich – oddziałem piechoty armii Monarchii Austro-Węgierskiej. Jako autor wymieniany jest powszechnie Karl Mühlberger, kapelmistrz orkiestry tego pułku; niektóre źródła podają jako współautora Jozefa Sterna. Utworowi przypisuje się op. 23 lub op. 42. W literaturze jako datę powstania utworu podaje się zwykle rok 1898, 1897 lub 1895, lecz ta ostatnia data jest mało prawdopodobna. W roku 1911 podpułkownik Max Depolo służący w wymienionym tu pułku Strzelców Alpejskich napisał do utworu słowa. Utwór stał się wkrótce jednym z najpopularniejszych austriackich marszów wojskowych i wykonywany był często w Monarchii Austro-Węgierskiej zarówno przez orkiestry wojskowe jak i złożone z cywilnych muzyków.

## Dalsza historia utworu
Mimo powiązania kompozycji z Monarchią Austro-Węgierską w krajach niemieckojęzycznych nie zaprzestano wykonywania utworu po jej upadku. W 1933 roku utwór został oficjalnie włączony do kolekcji muzyki niemieckich wojsk lądowych pod numerem 141. Marsz wykonywany był często przez niemieckie orkiestry wojskowe również w okresie powojennym, ze względu na brak powiązania z nazizmem oraz politycznie neutralny charakter. W latach 1957–2001 był oficjalnym marszem I Dywizji Górskiej Bundeswehry, aż do rozwiązania tej jednostki. Marsz Strzelców Alpejskich wykonywany jest powszechnie przez tyrolskie zespoły muzyczne; utwór znajduje się w repertuarze niemal każdego z nich.

## Struktura i charakter utworu
Utwór składa się z trzech głównych tematów poprzedzonych zwykle krótką introdukcją. W obecnie wykonywanych aranżacjach kompozycja rozpoczyna się bardzo krótką introdukcją zawierającą pierwsze takty Boże Chroń Cesarza – oficjalnego hymnu Austro-Węgier. Ma to nawiązywać do historii utworu i jego związku z oddziałami armii Monarchii Austro-Węgierskiej. Motyw hymnu zostaje nagle przerwany przez dynamiczne akordy prezentujące pierwszy temat marszowy charakterem nawiązujący do muzyki wojskowej. Temat drugi jest bardziej łagodny, ma charakter liryczny i nawiązuje od strony melodycznej do tyrolskiej muzyki ludowej. Podobny charakter posiada również trio – temat trzeci, prezentowany w kolejnych przetworzeniach. Stanowi on zdecydowane przeciwieństwo tematu pierwszego. Jego brzmienie jest "miękkie", liryczne, mimo zachowania marszowego tempa wyraźnie nawiązujące do formy tyrolskiej muzyki ludowej. 

## Słowa
Oryginalne słowa autorstwa Maxa Depolo, w dialekcie tyrolskim języka niemieckiego: 
I
Wir Jager lassen schallen
ein froh gewaltig Lied,
und gelten soll es allen
zerstreut in Nord und Süd.
Im Osten und im Westen,
wo uns’re Fahne weht:
|:  Wir zählen zu den Besten
so lang’ die Treu’ besteht!  :|
Sieht man uns, so sagt a jeder
und alles lauft und rennt:
|:  Das sein die Kaiserjäger
vom ersten [II. III. IV.] Regiment!  :|
II
Wenn wir hinaus marschieren
In’s weite, freie Feld,
und stramm dort exerzieren,
es jedem wohl gefällt;
da schauen uns die Madl’n
auch immer gerne zua,
|:  und jede möcht’ im Still’n
Auch so an Jägersbua.  :|
Z’nachts gibt’s an feinen Drahrer,
mit seiner jeder rennt:
|: Wir sein die Kaiserjäger
Vom ersten [II. III. IV.] Regiment!  :|
III
Wenn vor dem Feind’ wir stehen
mit mutgeschwellter Brust,
muss all’s in Scherben gehen,
bei unserer Kampfeslust;
es gibt Bei uns kein Weichen,
wir stehen Mann für Mann,
|:  stark wie die deutschen Eichen,
die niemand brechen kann.  :|
Fällt auch mancher nieder,
im Herz die Kugel brennt:
|:  Er stirbt als Kaiserjäger
Vom ersten [II. III. IV.] Regiment!  :|

## Literatura
- E. Rameis: Mühlberger Karl. In: Österreichisches Biographisches Lexikon 1815–1950 (ÖBL). Band 6. Verlag der Österreichischen Akademie der Wissenschaften, Wien 1975, ISBN 3-7001-0128-7, S. 406.
- Werke von und über Karl Mühlberger im Katalog der Deutschen Nationalbibliothek.
- http://www.tirol-kaiserjaegermusik.at/DE/kaiserjaegermusic/kompositionen/kaiserjaegermarsch
- http://www.tirolerkaiserjaeger-innsbruck.at/geschichtliches/kaiserj%C3%A4germarsch-kaiserj%C3%A4gerlied/
- http://kaiserjaeger.wordpress.com/kaiserjagerlied/